# Природная зона
Приро́дная зо́на, или физико-географическая зона, или географическая зона, или ландшафтная зона (греч. ζώνη — «пояс») — часть географической оболочки Земли и географического пояса, имеющая характерные составляющие её природные компоненты и процессы. Это — климат, рельеф, гидрологические и геохимические условия, а также почвы, растительность и животный мир. Климатические условия (температура, увлажнение, цикличность их изменений) являются определяющими факторами.
Природные зоны названы по присущему им типу растительности — их наиболее яркой географической особенности. Зоны закономерно сменяются от экватора к полюсам и от океанов вглубь континентов. Природные зоны — одна из ступеней физико-географического районирования.

## История
Изучение разных природных зон было начато натуралистом и путешественником А. Гумбольдтом в 1807 году.
Учение о природных зонах было разработано В. В. Докучаевым в 1899 году.

## Карты
Природные зоны выражены на суше и в океане, в океане проявляются менее отчётливо. В пределах зоны по преобладанию ландшафтов того или иного типа выделяются физико-географические подзоны.
Многие названия природных зон традиционно даются по преобладающему типу растительности, отражающему важнейшие особенности ландшафта в целом (например, лесные зоны, степные зоны, зоны саванн).
Природные зоны часто вытянуты в широтном или субширотном направлении (например, в Евразии). Однако, главным образом под влиянием орографии, их простирание изменяется на меридиональное или субмеридиональное (например, субмеридиональное положение степной зоны умеренного пояса у подножий Скалистых гор в США и Канаде). В горах с проявлением высотной поясности частичными аналогами природных зон служат высотные пояса.

### Карта распределения наземных природных зон
| Условные обозначения                                           | Условные обозначения | Условные обозначения                                                   | Условные обозначения                                                                  | Условные обозначения         |
| -------------------------------------------------------------- | --- | ---------------------------------------------------------------------- | ------------------------------------------------------------------------------------- | ---------------------------- |
| Арктическая пустыня Тундра Тайга Смешанный лес, лиственный лес | Лесостепь, степь Муссонный и вечнозелёный субтропический лес Жестколистный летнесухой субтропический лес Муссонный тропический лес | Засушливая пустыня Полупустыня Засушливая степь Полузасушливая пустыня | Травянистая саванна Древесная саванна Сухие тропические леса Влажные тропические леса | Альпийская тундра Горный лес |